# Ronneburg (Hessen)

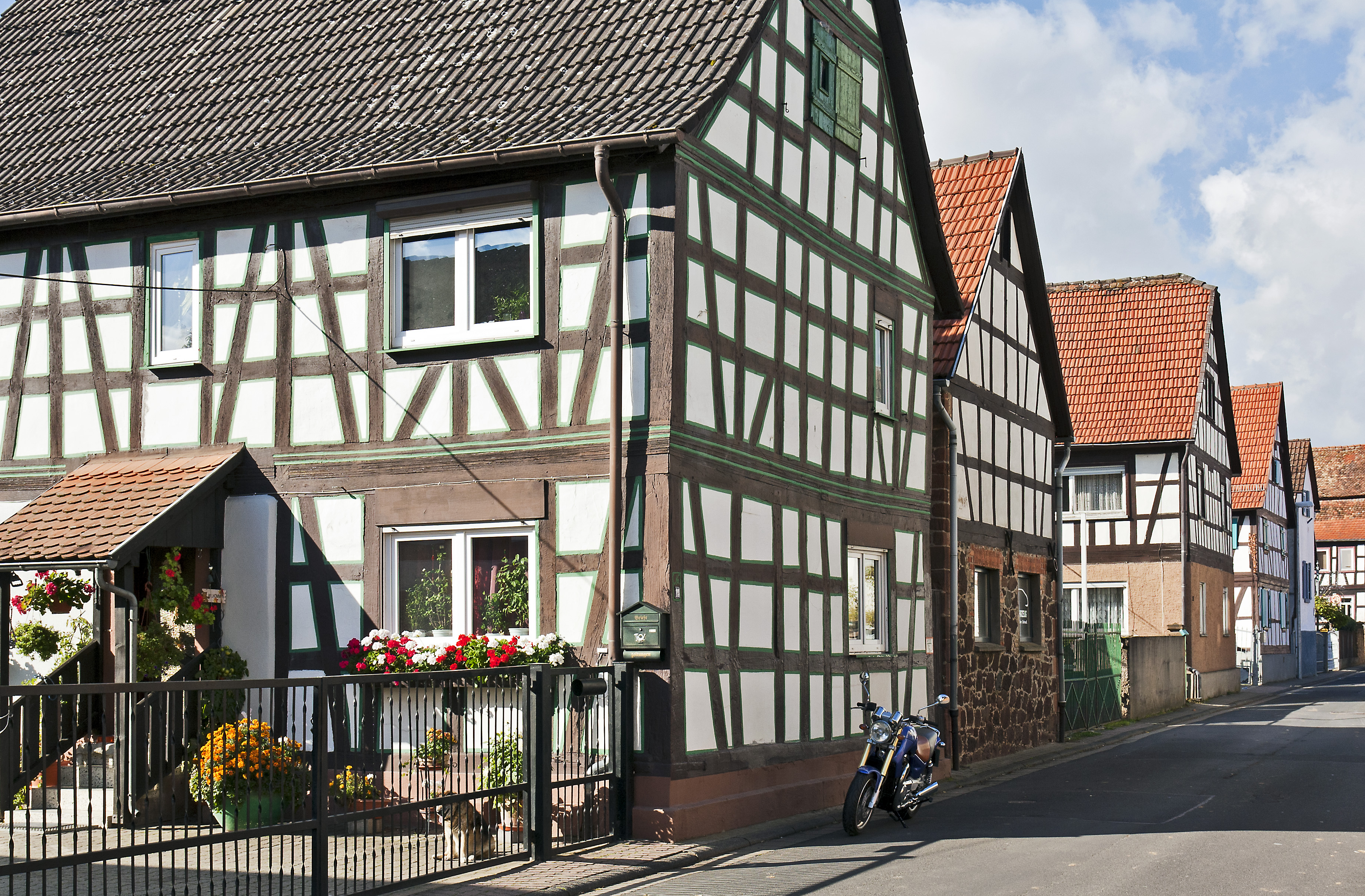
Fachwerkhäuser in Hüttengesäß

Ronneburg ist eine Gemeinde im hessischen Main-Kinzig-Kreis, unweit der Städte Langenselbold, Büdingen, Gelnhausen und Hanau. Namensgeber der durch die Gebietsreform 1972 entstandenen Gemeinde ist die Burg Ronneburg. Die im 13. Jahrhundert erbaute Höhenburg steht weithin sichtbar auf einem steilen Basaltkegel. Sitz der Gemeindeverwaltung ist der Ortsteil  Hüttengesäß.

## Geographie

### Nachbargemeinden und -kreise
Die Gemeinde Ronneburg grenzt im Norden an die Stadt Büdingen (Wetteraukreis), im Osten an die Gemeinde Gründau, im Süden an die Stadt Langenselbold, im Südwesten an die Gemeinde Neuberg sowie im Westen an die Gemeinde Hammersbach.

### Gemeindegliederung
Ronneburg  besteht aus den Ortsteilen Altwiedermus, Neuwiedermuß und Hüttengesäß. Die Einwohnerzahl verteilte sich Ende 2016 wie folgt: Altwiedermus 734, Neuwiedermuß 546 und Hüttengesäß 2.201 Einwohner.

## Geschichte

### Hüttengesäß
Das Dorf Hüttengesäß gehörte im 13. Jahrhundert zum Kloster Selbold. Im 15. Jahrhundert wurde es an das Haus Isenburg, im 17. Jahrhundert an Isenburg-Birstein und im 19. Jahrhundert an Kurhessen verkauft. Im Dreißigjährigen Krieg fanden starke Plünderungen statt. Im 19. Jahrhundert erfolgte eine starke Auswanderung in die Neue Welt. Der alte Ortskern besteht aus Ober- und Unterdorf und hatte bis 1950 zwei separate historische Backhäuser. Von 1896 bis 1931 war Hüttengesäß Endstation der Hanauer Kleinbahn.

### Wiedermus
Das Dorf Wiedermus gehörte wie Hüttengesäß ebenfalls zum Kloster Selbold. Im Dreißigjährigen Krieg wurde es vollständig zerstört. „Alt“wiedermus wurde danach wieder aufgebaut. Das Dorf Neuwiedermuß entstand erst Anfang des 18. Jahrhunderts, als ein Pfälzer (der in Langenselbold wohnte) mit gräflicher Erlaubnis im so genannten »Fuchsgraben« Haus und Scheuer errichten durfte.

### Schreibweise der Ortsnamen
In früheren Zeiten verlief die Grenze zwischen dem Königreich Preußen und dem Großherzogtum Hessen zwischen den Dörfern Altwiedermus und Neuwiedermuß. Altwiedermus befand sich auf hessischem Gebiet, und Neuwiedermuß gehörte zu Preußen. Die Hessen schrieben die Endung  ...mus grundsätzlich mit einem »s«. Selbst im Wetteraukreis war es bis vor kurzem noch üblich, den Namen Neuwiedermuß als Neuwiedermus, eben nur mit einfachen »s« am Ende, zu schreiben. Da Altwiedermus bis zur Gebietsreform in Hessen zum ehemaligen Landkreis Büdingen (jetzt Wetteraukreis) gehörte, wird dieser Ortsname weiterhin mit einem »s« am Ende geschrieben, während Neuwiedermuß und Hüttengesäß mit dem preußischen »ß« geschrieben werden.

### Gebietsreform
Am 31. Dezember 1971 schlossen sich im Zuge der Gebietsreform in Hessen die beiden Gemeinden Neuwiedermuß und Hüttengesäß zur neuen Gemeinde Ronneburg zusammen. Diese beiden Dörfer gehörten zum damaligen Landkreis Hanau. Am 1. August 1972 kam kraft Landesgesetz die Gemeinde Altwiedermus aus dem Landkreis Büdingen hinzu. Die Gemarkungen der drei ehemals selbstständigen Gemeinden wurden zu einer neuen Gemarkung mit dem Namen Ronneburg (Gmk.-Nr. 61031) zusammengelegt. Auf die Einrichtung von Ortsbezirken wurde verzichtet.

## Politik

### Gemeindevertretung
Die Kommunalwahl am 6. März 2016 lieferte folgendes Ergebnis, in Vergleich gesetzt zu früheren Kommunalwahlen:
| Sitzverteilung in der Gemeindevertretung 2016Insgesamt 17 Sitze - SPD: 11 - CDU: 6 | Parteien und Wählergemeinschaften | Parteien und Wählergemeinschaften           | % 2016 | Sitze 2016 | % 2011 | Sitze 2011 | % 2006 | Sitze 2006 | % 2001 | Sitze 2001 |
| Sitzverteilung in der Gemeindevertretung 2016Insgesamt 17 Sitze - SPD: 11 - CDU: 6 | SPD                               | Sozialdemokratische Partei Deutschlands     | 62,2   | 11         | 52,1   | 9          | 58,6   | 10         | 61,3   | 10         |
| Sitzverteilung in der Gemeindevertretung 2016Insgesamt 17 Sitze - SPD: 11 - CDU: 6 | CDU                               | Christlich Demokratische Union Deutschlands | 37,8   | 6          | 37,7   | 6          | 41,4   | 7          | 38,7   | 7          |
| Sitzverteilung in der Gemeindevertretung 2016Insgesamt 17 Sitze - SPD: 11 - CDU: 6 | GRÜNE                             | Bündnis 90/Die Grünen                       | —      | —          | 10,2   | 2          | —      | —          | —      | —          |
| Sitzverteilung in der Gemeindevertretung 2016Insgesamt 17 Sitze - SPD: 11 - CDU: 6 | gesamt                            | gesamt                                      | 100,0  | 17         | 100,0  | 17         | 100,0  | 17         | 100,0  | 17         |
| Sitzverteilung in der Gemeindevertretung 2016Insgesamt 17 Sitze - SPD: 11 - CDU: 6 | Wahlbeteiligung in %              | Wahlbeteiligung in %                        | 58,7   | 58,7       | 55,6   | 55,6       | 56,2   | 56,2       | 61,3   | 61,3       |

### Bürgermeister
Nach der hessischen Kommunalverfassung wird der Bürgermeister für eine sechsjährige Amtszeit gewählt, seit dem Jahr 1993 in einer Direktwahl, und ist Vorsitzender des Gemeindevorstands, dem in der Gemeinde Ronneburg neben dem Bürgermeister ehrenamtlich ein Erster Beigeordneter und fünf weitere Beigeordnete angehören. Bürgermeisterin ist seit dem 23. August 2024 Bianca Finkernagel (CDU). Der Amtsvorgänger Andreas Hofmann (SPD) wechselte in seiner zweiten Amtszeit am 1. Mai 2024 als Erster Kreisbeigeordneter zum Main-Kinzig-Kreis. Danach leitete Erste Beigeordnete Heidrun Henz (SPD) die Gemeindeverwaltung kommissarisch und die Wahl eines neuen Bürgermeisters musste vorgezogen werden. Bianca Finkernagel wurde am 21. Juli 2024 in einer Stichwahl bei  55,49 Prozent Wahlbeteiligung denkbar knapp mit 50,42 Prozent der Stimmen (13 Stimmen Vorsprung) gewählt.
Amtszeiten der Bürgermeister
- 2024–2030 Bianca Finkernagel (CDU)[10]
- 2012–2024 Andreas Hofmann (SPD)[13]
- 2003–2012 Heinz Habermann (SPD)[14]
- 1972–2002 Friedhelm Kleine (SPD) (1943–2022)[15]

## Kultur und Sehenswürdigkeiten
In den Dörfern der Gemeinde Ronneburg  gibt es einige interessante Sehenswürdigkeiten, so unter anderem:
- In Hüttengesäß sind in der Langstraße noch viele Fachwerkhäuser aus dem 18. Jahrhundert erhalten und zum Teil liebevoll restauriert.
- In der Kirchstraße findet man die in ihren Grundmauern 1151 erbaute Kirche. Im Sockel des Ostgiebels ist ein keltischer Schmuckstein eingemauert.
- Im »Alten Pfarrhaus« richtet der Ronneburger Geschichts- und Heimatverein mehrmals jährlich Ausstellungen rund um historisch interessante Themen aus. Im alten Pfarrgarten steht noch ein Brunnen aus dem Jahre 1715 von Kirchenbaumeister Philepps Habermann.
- In Altwiedermus in der Diebacherstraße befindet sich neben den zahlreichen Fachwerkhäusern die ehemalige Synagoge der früheren jüdischen Gemeinde. Der jüdische Friedhof ist versteckt hinter dem Sportplatz Altwiedermus zu finden.
- Die Burg Ronneburg in der früheren Gemarkung Altwiedermus ist eine im 12. oder 13. Jahrhundert erbaute Wehranlage. Heute beherbergt sie u. a. das Burgmuseum, ein Restaurant und eine Falknerei und dient vielen Veranstaltungen als mittelalterliche Kulisse.